# Prosperous
Prosperous es una localidad situada en el condado de Kildare, en la provincia de Leinster (Irlanda). Según el censo de 2016, tiene una población de 2333 habitantes.
Está ubicada al este del país, a poca distancia al oeste de Dublín.